# Václav Straka
Václav Straka (* 24. května 1978 v Táboře) je český profesionální házenkář hrající na pozici pivota. Momentálně hraje za TJ Štart Nové Zámky ve Slovenské extralize házené.